# 拜尔·巴杰诺夫
拜尔·巴杰诺夫（俄語：Баи́р Доржи́евич Бадёнов，1976年6月28日—）生于莫戈伊图伊斯基区，俄罗斯射箭运动员。布里亚特人。曾获得2008年北京奥林匹克运动会射箭男子个人项目铜牌。